# Masblette
La Masblette est une petite rivière de Belgique, affluent de la Lomme faisant partie du bassin versant de la Meuse. Elle est située en Région wallonne dans la province de Luxembourg.
Elle prend sa source dans les forêts au nord-est de Saint-Hubert, longe les parcs et musées du Fourneau Saint-Michel où elle prend les eaux de la Diglette et se jette dans la Lomme à Masbourg.